# Hedemora församling
Hedemora församling var en församling i Västerås stift och Hedemora kommun. Församlingen uppgick 2010 i Hedemora-Garpenbergs församling (nuvarande Hedemora, Husby och Garpenbergs församling).

## Administrativ historik
Hedemora församling har medeltida ursprung och blev gemensam lands och stadsförsamling när Hedemora stad bildades 1446. Senast 1579 utbröts Garpenbergs församling och omkring 1640 Norns bruksförsamling. Omkring 1700 delades församlingen och Hedemora landsförsamling utbröts medan denna fick namnet Hedemora stadsförsamling som namnändrade 1961 till det nuvarande när stads- och landsförsamlingen gick samman igen (motsvarande kommunerna gick samman inte förrän sex år senare, 1967). Under perioden från 1961 till 1966 var församlingen alltså delad av kommungräns och hade två församlingskoder, 200402 för delen i Hedemora landskommun och 208300 för delen i Hedemora stad.
Församlingen var till 1961 moderförsamling i pastorat med Hedemora landsförsamling som mellan 1640 och 1912 också omfattade Norns bruksförsamling. Efter sammanslagningen 1961 till 1998 utgjorde församlingen ett eget pastorat för att därefter bilda pastorat med Garpenbergs församling. Församlingen uppgick 2010 i Hedemora-Garpenbergs församling, som 2018 blev Hedemora, Husby och Garpenbergs församling.

## Kyrkoherdar
| Ämbetstid | Namn                               | Levnadstid | Övrigt                         |
| --------- | ---------------------------------- | ---------- | ------------------------------ |
| 1208      | Paulus Arvidi                      |            |                                |
| 1250      | Johannes Brynolphi                 |            |                                |
| 1286      | Canutus Alberti                    |            |                                |
| 1361      | Gertrud Ivardi                     |            |                                |
| 1427–1437 | Daniel                             |            |                                |
| 1475      | Petrus                             |            |                                |
| 1501      | Nicolaus Erici                     |            |                                |
| 1502      | Petrus Jacobi                      | –1502      |                                |
| 1504–1516 | Petrus Andreæ                      |            |                                |
| 1516      | Enewardus                          |            |                                |
| 1531–1541 | Olaus Petri Wibberbonius           | –1541      |                                |
| 1544–1547 | Olaus Nicolai                      |            |                                |
| 1574–1579 | Andreas Petri Tunensis             | –1579      |                                |
| 1580–1592 | Valerianus Laurentii Cuprimontanus | –1592      | Kontraktsprost                 |
| 1592–1628 | Ericus Svenonis Roslagius          | 1558–1628  | Kontraktsprost                 |
| 1628–1642 | Andreas Erici Dalekarlus           | 1593–1642  | Kontraktsprost                 |
| 1643–1658 | Ericus Swenonis Scriberus          | 1592–1658  | Kontraktsprost                 |
| 1658–1662 | Nicolaus Johannis Rudbeckius       | 1622–1676  | Senare biskop i Västerås stift |
| 1663–1669 | Olaus Erici Schult                 | 1612–1669  |                                |
| 1669–1691 | Elavus Andreæ Skragge              | 1617–1691  |                                |
| 1693–1700 | Gabriel Erici Holstenius           | 1632–1700  |                                |
| 1700      | Olaus Berelius                     | 1662–1700  |                                |
| 1702–1717 | Nils Rabenius                      | 1648–1717  |                                |
| 1719–1744 | Andreas Sandel                     | 1671–1744  | Kontraktsprost                 |
| 1746–1785 | Petrus Ugla                        | 1709–1785  | Kontraktsprost                 |
| 1788–1792 | Carl Forslind                      | 1740–1792  |                                |
| 1795–1817 | Nils Eric Netzel                   | 1748–1817  | Kontraktsprost                 |
| 1819–1831 | Abraham Netzel                     | –1831      |                                |
| 1834–1842 | Johan Häggblad                     | 1776–1842  |                                |
| 1846–     | Pehr Pehrson Swedelius             | 1781–      |                                |

## Organister
| Ämbetstid | Namn                      | Levnadstid | Övrigt    |
| --------- | ------------------------- | ---------- | --------- |
| 1535–1548 | Nils Orgellekare          |            | Organist  |
| 1643      | Anders Hansson            |            | Organist  |
| 1657      | Hans Andersson            |            |           |
| 1664–1668 | Petter Dijkman d. ä.      |            |           |
| 1674–1678 | Daniel Long               |            |           |
| 1680      | Carl Husselius            |            |           |
| 1683      | Anders Widingh            |            |           |
| 1687–1700 | Gabriel Ihring            | -1717      |           |
| 1702–1718 | Daniel Biörkbuske         | –1718      |           |
| 1718–1767 | Elof Hedenstrand          | 1690–1767  |           |
| 1768–1787 | Isac Scherffs             | 1732–1787  |           |
| 1813      | Johan Fredrik Zetterström | 1759–1824  |           |
| 1813–1820 | Carl Fredrik Zetterström  | 1787–1820  |           |
| 1820–1839 | Erik Wilhelm Zetterström  | 1790–1839  |           |
| 1839–1882 | Gustaf Juringius          | 1810–1882  |           |
| 1940–1953 | Bengt Sterner             | 1911–1990  |           |
| 1962–1964 | Gustav Lars Arne Svensson | 1929–      | Organist. |

## Befolkningsutveckling
| Befolkningsutvecklingen i Hedemora församling 1820–1850                                                 | Befolkningsutvecklingen i Hedemora församling 1820–1850 | Befolkningsutvecklingen i Hedemora församling 1820–1850 | Befolkningsutvecklingen i Hedemora församling 1820–1850 | Befolkningsutvecklingen i Hedemora församling 1820–1850 |
| --- | ------------------------------------------------------- | ------------------------------------------------------- | ------------------------------------------------------- | ------------------------------------------------------- |
| |                                                         |                                                         |                                                         |                                                         |
| År |                                                         |                                                         | Folkmängd                                               |                                                         |
| 1820 | 1820                                                    |                                                         | 875                                                     |                                                         |
| 1830 | 1830                                                    |                                                         | 937                                                     |                                                         |
| 1840 | 1840                                                    |                                                         | 1 007                                                   |                                                         |
| 1850 | 1850                                                    |                                                         | 1 044                                                   |                                                         |
| Anm: Tabellen avser endast Hedemora stadsförsamling. Källor: Umeå universitet - Tabellverket 1749-1859. |                                                         |                                                         |                                                         |                                                         |

## Kyrkor
- Hedemora kyrka
- Norns kapell